# Billy Burke (skådespelare)
Billy Burke (William Albert Burke), född 25 november 1966 i Bellingham, Washington, är en amerikansk skådespelare. Han är mest känd för sina roller som Charlie Swan i Twilight, och som Gary Matheson i andra säsongen av 24.

## Fotnoter
1. ↑  SNAC, SNAC Ark-ID: w61g1gnn, läs online, läst: 9 oktober 2017.[källa från Wikidata]
2. ↑  Gemeinsame Normdatei, läst: 24 juni 2015.[källa från Wikidata]